# Școala agricolă din Grinăuți
Școala agricolă este o clădire amplasată în Grinăuți, raionul Ocnița, Republica Moldova. Este un monument istoric de importanță națională inclus în Registrul monumentelor Republicii Moldova ocrotite de stat cu nr. 1723 (raionul Ocnița). Datează de la sf. sec. XIX.